# Groen Star Beek
Koninklijke Groene Star Bree-Beek is een Belgische voetbalclub uit Bree en haar gehucht Beek. De club is aangesloten bij de KBVB met stamnummer 7314 en heeft groen en wit als kleuren. In 2017 kwam de club tot stand uit een fusie tussen KSK Bree en Groene Star Bree.

## Geschiedenis
De club ontstond in de jaren 60 van de twintigste eeuw. In 1966 kwam het tot aansluiting bij de Belgische Liefhebbersvoetbalbond. In 1969 maakte Groen Star de overstap naar de Belgische Voetbalbond en ging in de provinciale reeksen spelen. Er werd een kantine opgetrokken. In 1974 kwam het tot onenigheid binnen het clubbestuur en een aantal mensen splitsten zich af om met Blauw-Wit '74 een nieuwe club op te richten.
In 1984 werd de club kampioen in Vierde Provinciale en promoveerde naar Derde Provinciale. Halverwege de jaren 1980 nam men een nieuwe infrastructuur aan de Geussensstraat in gebruik.
GS Beek bleef jarenlang in Derde Provinciale spelen, tot men er in 2007 kampioen werd en promoveerde naar Tweede Provinciale. Ook daar deed de club het goed. In 2010 haalde Beek er de finale van de eindronde en stootte zo voor het eerst door naar het hoogste provinciale niveau. Na twee jaar in Eerste Provinciale degradeerde de club weer. In 2017 promoveerde de club opnieuw naar de Eerste Provinciale. 
KSK Bree en Groen Star Beek fusioneerden in 2017 tot KGS Bree-Beek onder het stamnummer van Goen Star Beek.

## Resultaten
| Seizoen             | Klasse | Klasse | Klasse | Klasse | Klasse | Klasse | Klasse | Klasse | Klasse | Reeks                                                    | Punten                                                   | Opmerkingen |
|                     | I      | I      | II     | III    | IV     | P.I    | P.II   | P.III  | P.IV   |                                                          |                                                          | |
| ------------------- | ------ | ------ | ------ | ------ | ------ | ------ | ------ | ------ | ------ | -------------------------------------------------------- | -------------------------------------------------------- | --- |
| Als Groen Star Beek |        |        |        |        |        |        |        |        |        |                                                          |                                                          | |
| 2004/05             |        |        |        |        |        |        |        | 11     |        | Derde Prov. Lim. B                                       | 38                                                       | |
| 2005/06             |        |        |        |        |        |        |        | 4      |        | Derde Prov. Lim. B                                       | 60                                                       | |
| 2006/07             |        |        |        |        |        |        |        | 1      |        | Derde Prov. Lim. B                                       | 73                                                       | Kampioen |
| 2007/08             |        |        |        |        |        |        | 7      |        |        | Tweede Prov. Lim. A                                      | 45                                                       | |
| 2008/09             |        |        |        |        |        |        | 6      |        |        | Tweede Prov. Lim. A                                      | 49                                                       | |
| 2009/10             |        |        |        |        |        |        | 2      |        |        | Tweede Prov. Lim. A                                      | 61                                                       | Promotie in eindronde door winst tegen VV Nieuwerkerken (6-2 in tot.), Eendracht Termien (3-2 in tot.) en Bregel Sport (4-2 in tot.)                  |
| 2010/11             |        |        |        |        |        | 8      |        |        |        | Eerste Prov. Lim.                                        | 33                                                       | |
| 2011/12             |        |        |        |        |        | 16     |        |        |        | Eerste Prov. Lim.                                        | 10                                                       | Degradatie |
| 2012/13             |        |        |        |        |        |        | 1      |        |        | Tweede Prov. Lim. A                                      | 64                                                       | Kampioen |
| 2013/14             |        |        |        |        |        | 16     |        |        |        | Eerste Prov. Lim.                                        | 25                                                       | Degradatie |
| 2014/15             |        |        |        |        |        |        | 9      |        |        | Tweede Prov. Lim. A                                      | 42                                                       | |
| 2015/16             |        |        |        |        |        |        | 8      |        |        | Tweede Prov. Lim. A                                      | 40                                                       | |
|                     | 1A     | 1B     | 1Am    | 2Am    | 3Am    | P.I    | P.II   | P.III  | P.IV   | Vanaf 2016-17 zijn er 3 nationale en 2 regionale niveaus | Vanaf 2016-17 zijn er 3 nationale en 2 regionale niveaus | Vanaf 2016-17 zijn er 3 nationale en 2 regionale niveaus                                                                                              |
| 2016/17             |        |        |        |        |        |        | 4      |        |        | Tweede Prov. Lim. A                                      | 50                                                       | Promotie in eindronde door winst tegen Torpedo Hasselt (4-1 in tot.), Eendracht Mechelen-aan-de-Maas (3-1 in tot.) en Weerstand Koersel (2-1 in tot.) |
| Als GS Bree-Beek    |        |        |        |        |        |        |        |        |        |                                                          |                                                          | |
| 2017/18             |        |        |        |        |        | 2      |        |        |        | Eerste Prov. Lim.                                        | 55                                                       | Verloren in testwedstrijden, voor deelname aan interprovinciale eindronde, tegen Park FC Houthalen (6-9 in tot.)                                      |
| 2018/19             |        |        |        |        |        | 9      |        |        |        | Eerste Prov. Lim.                                        | 43                                                       | |
| 2019/20             |        |        |        |        |        | 2      |        |        |        | Eerste Prov. Lim.                                        | 43                                                       | Vroegtijdig stopgezet wegens de Coronacrisis |
| 2020/21             |        |        |        |        |        | -      |        |        |        | Eerste Prov. Lim.                                        | -                                                        | Seizoen geschrapt wegens de Coronacrisis |
| 2021/22             |        |        |        |        |        | 5      |        |        |        | Eerste Prov. Lim.                                        | 52                                                       | Geen licentie voor nationale reeksen aangevraagd, normaalgezien deelname aan interprovinciale eindronde                                               |
| 2022/23             |        |        |        |        |        | 4      |        |        |        | Eerste Prov. Lim.                                        | 55                                                       | Verloren in interprovinciale eindronde tegen Torpedo Hasselt (0-1)                                                                                    |
| 2023/24             |        |        |        |        |        | 2      |        |        |        | Eerste Prov. Lim.                                        | 57                                                       | |
| 2024/25             |        |        |        |        |        | 8      |        |        |        | Eerste prov. Lim.                                        | 35                                                       | |
| 2025/26             |        |        |        |        |        |        |        |        |        | Eerste prov. Lim.                                        |                                                          | |